# شینوبو ایتو
شینوبو ایتو (انگلیسی: Shinobu Ito؛ زادهٔ ۷ مهٔ ۱۹۸۳) بازیکن فوتبال اهل ژاپن است.
از باشگاه‌هایی که در آن بازی کرده‌است می‌توان به باشگاه فوتبال سرزو اوساکا اشاره کرد.